# Luật hình sự quốc tế

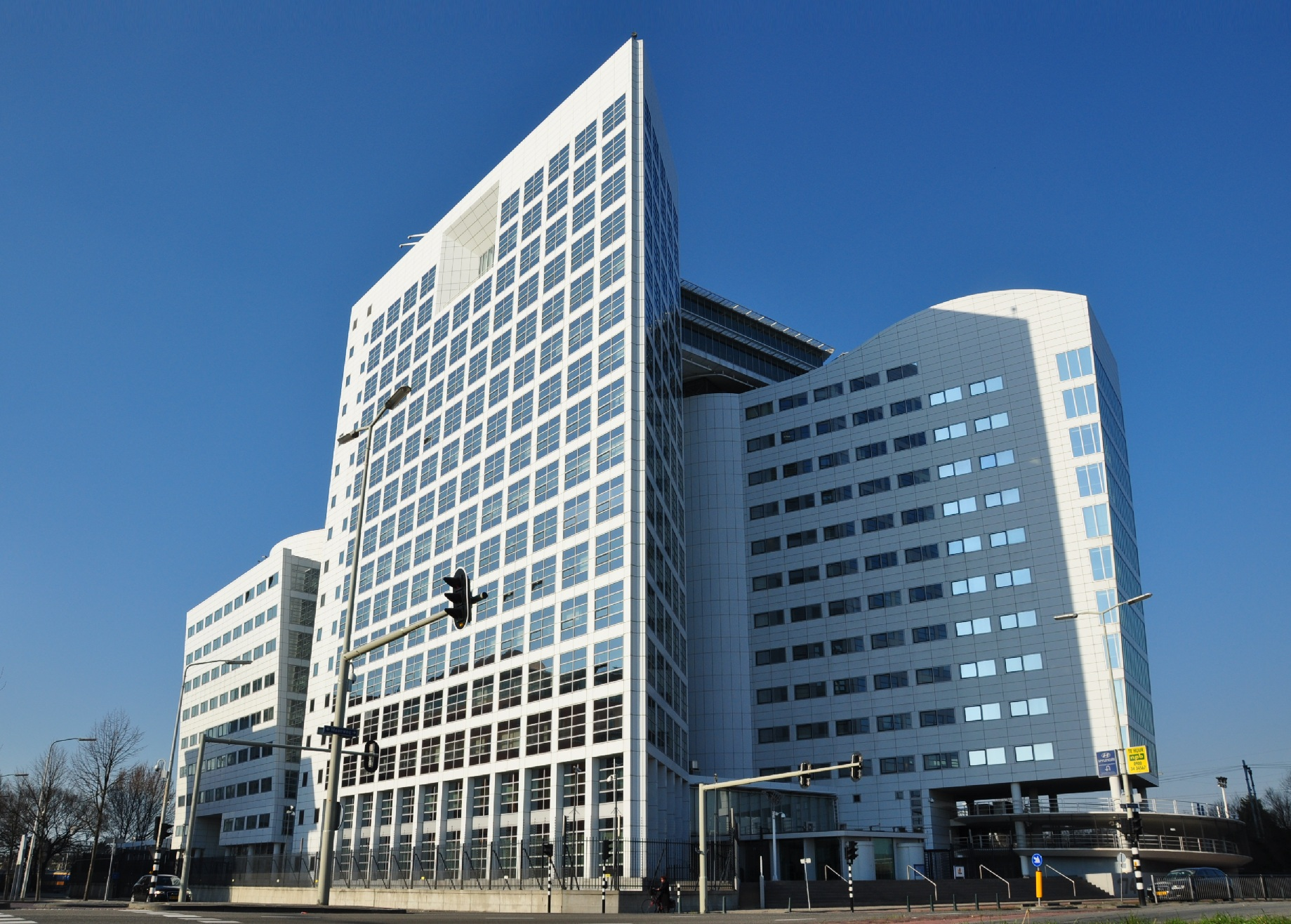
Tòa án Hình sự Quốc tế tại Den Haag

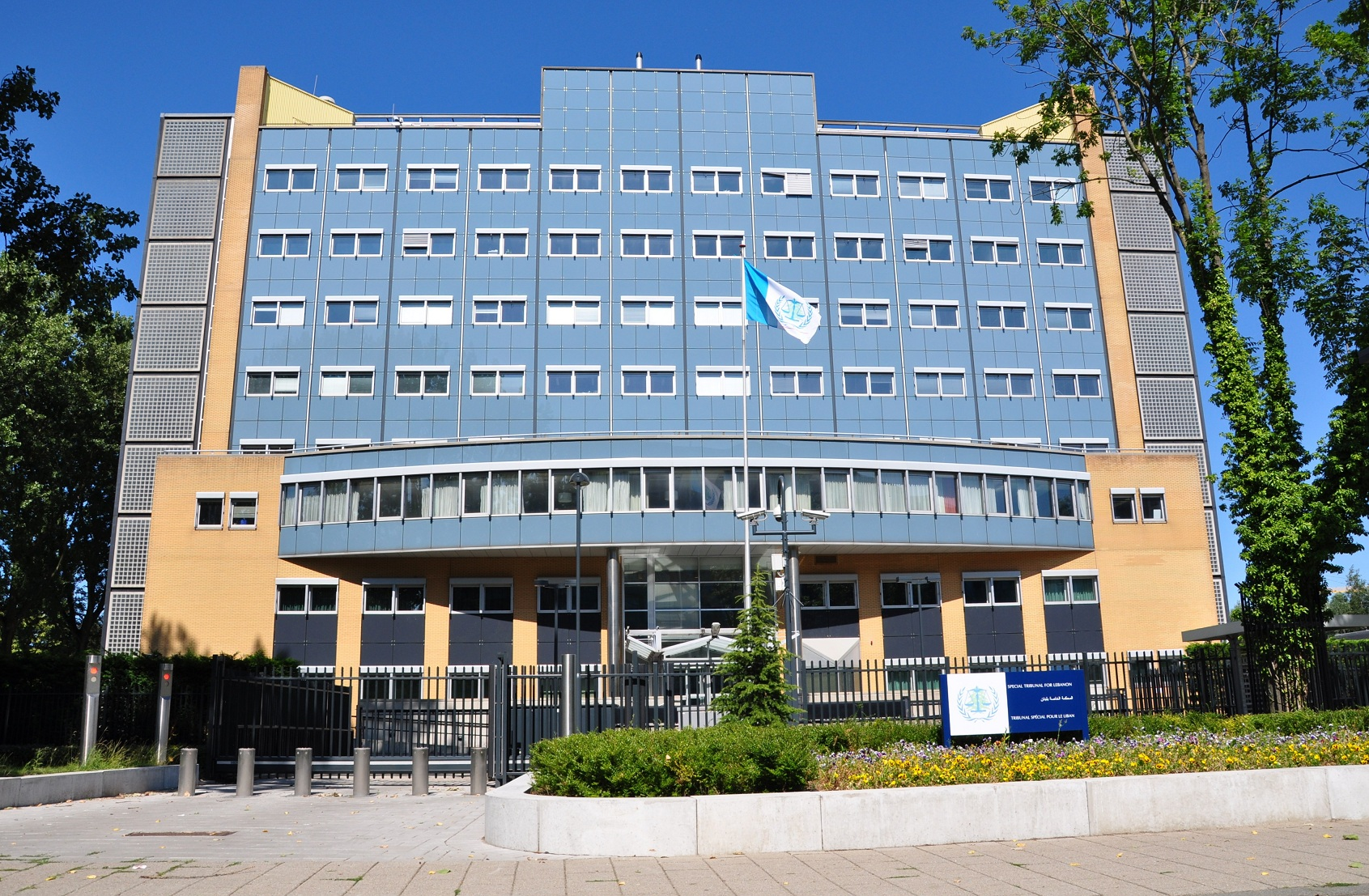
Tòa án hình sự quốc tế Liban ở Leidschendam, Hà Lan

Luật hình sự về quốc tế quy định các hành vi phạm pháp chống lại luật pháp Quốc tế đe dọa đến hòa bình và an ninh quốc tế. Các tội vi phạm luật pháp quốc tế là tội diệt chủng, tội ác chiến tranh, tội ác chống lại loài người. Những tội ác này thường có ảnh hưởng đến các quốc gia chung quanh, và cộng đồng quốc tế nói chung, có trách nhiệm, đưa những kẻ vi phạm này ra tòa án Hình sự Quốc tế để xét xử.
Đối với các tội ác trên thường thì luật pháp hình sự quốc gia và nền tư pháp quốc gia không thể xử một cách khách quan hoặc bỏ qua, bởi vì những vi phạm luật hình sự quốc tế thường do các thành viên của chính quyền gây ra hoặc hỗ trợ. Những tội ác này mà không bị xét xử ngày nay được xem là vi phạm đến nhân quyền của nạn nhân. Việc phát triển luật hình sự quốc tế xảy ra song song với sự phát triển của nhân quyền. Trong khi nhân quyền ban cho các cá thể một số quyền lợi căn bản, luật hình sự quốc tế quy định bổn phận của mỗi người. 